# Хорса (король Кенту)
Хорса (давн-англ. Horsa, ? — близько 455) — король Кенту у 446—455 роках. Ім'я перекладається як «Кінь». Разом з братом Хенгістом став першим германським вождем-конунгом, який оселився у Британії, утворивши також перше королівство.

## Життєпис
Походив зі знатного роду ютів. Можливо був сином конунга Вітгільса. Хорса був одним з вождів ютів, які робили набіги на країни, розташовані на берегах Північного моря. Тому вважається морським конунгом, що не зміг отримати володінь в Ютландії. Він був родичем: молодшим братом або братом-близнюком іншого вождя, Хенгіст. Ненній в «Історії бриттів» згадує Хорса перед Хенгіст, тобто вважає його вище за соціальним станом. напевне у кожного з них була власна дружина. Разом з братом здійснив успішний похід до Фрізландії.
Король Гуртеірн звернувся за допомогою до ютів Хенгіста і Хорси, які отримали право звести фортецю і верф на острові Танет, за що вони здійснили кілька набів на країну піктів. Також зобов'язалися допомагати бритам у війні проти скоттів, а Гуртеірну — проти Аврелія Амброзія, претендента на трон (відповідно до «Історії бриттів» Неннія). Беда цю історію розповідає коротше: Хенгіст з братом очолював дружину найманців-ютів, що були своєрідною гвардією Гуртеірна, короля Кейнту. Посилившись, Хорса та Хенгіст повалили короля. Відповідно до «Англосаксонської хроніки» королем став Хорса. Можливо брати були співправителям, старшість належали Хорсі.
Близько 450 року Гуртеірн одружився з Ровеною, небогою Хорси. Натомість брати-юти отримали від короля бритів землі та постійне постачання харчами. Гуртеірн також не став перешкоджати вигнанню з Кейнта кельтського населення. Поступово Хорса та Хенгіст зуміли дипломатичними діями змусити Гуртеірна передати додаткові землі та харчі. При цьому почалося значне переселення до Британії ютів, численність яких стала швидко зростати.
Близько 455 року Гуртеірна було повалено, а замість нього став королем Гвертевір. Тот відмовився платити ютам обіцяне попередником, розпочавши військові дії. У битві біля Ейлсфорду юти зазнали поразки, а Хорса погиб. Втім Гвертевіра було важко поранено, і невдовзі він помер. Завдяки цьому Хенгіст став одноосібним королем та зумів відновити усі володіння.

## Пам'ять
- на честь Хорси названо військово-транспортний планер часів Другої Світової війни